# 2013年博拉茲詹地震
2013年博拉茲詹地震是一起發生於當地時間2013年11月28日17時21分（UTC+3:30）的地震。根據美國地質調查局，震央位在伊朗博拉茲詹東北方14公里處，而規模達到5.6，震源深度則約16.4公里（10.2英里）。此次地震所引發的災害造成7人死亡，45人受傷。